# トヨタ・C+walk

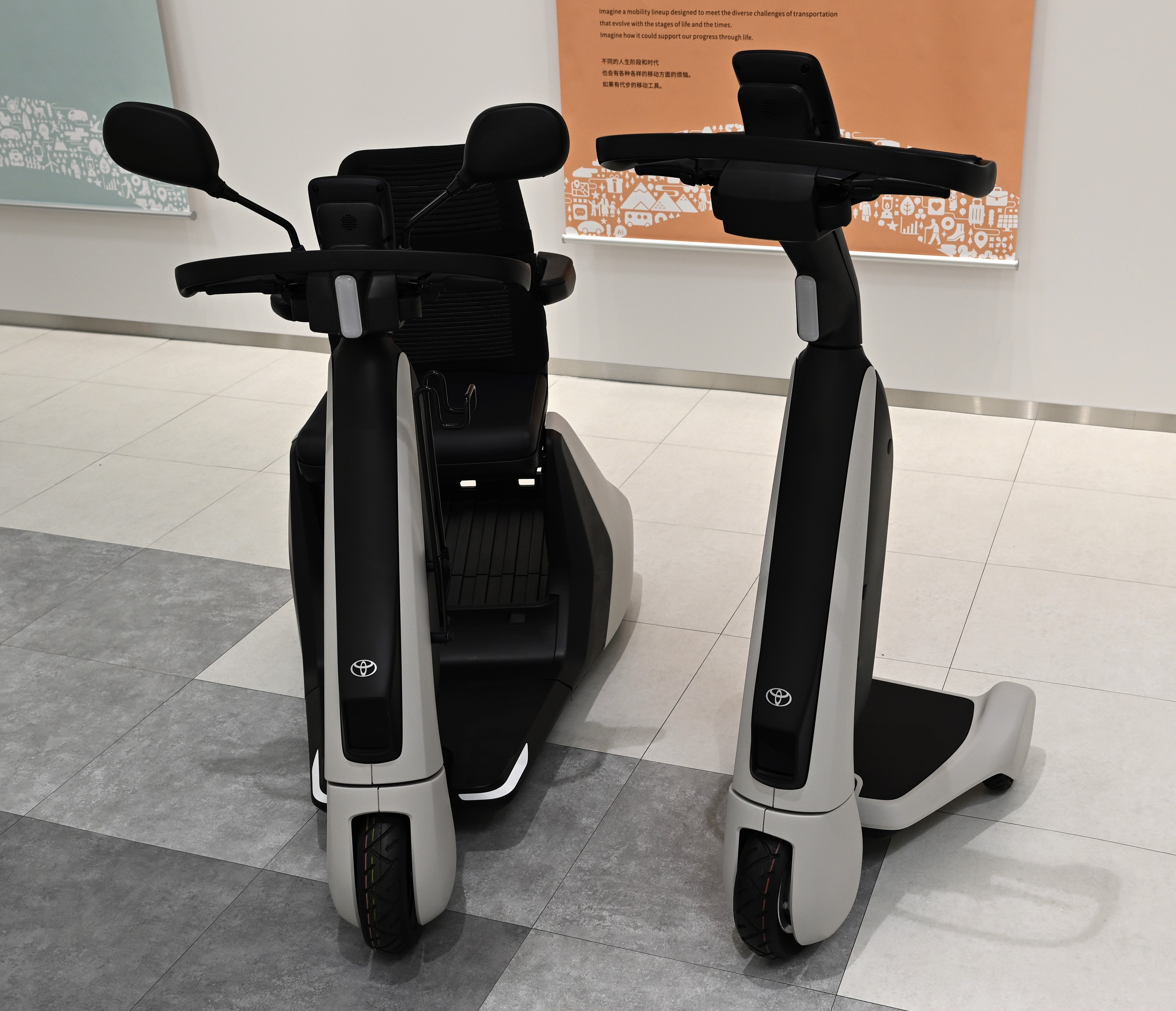
C+walk S（写真向かって左）とC+walk T（写真向かって右）

C+walk（シーウォーク）は、トヨタ自動車が2022年に発売した電気自動車 (EV) のシリーズ名称。

## 概要
トヨタ自動車が、歩行領域の移動支援を目的に開発して製造する、パーソナルモビリティ向け車両である。道路交通法で「移動用小型車」に区分される前1輪と後2輪の3輪車である。

### C+walk T
2022年10月に発表した立ち乗り車種。DCブラシレスモータによる前輪駆動で走行し、最高速度は10キロメートル毎時 (km/h) 、連続走行距離は約14キロメートル (km) である。
発売時は公道走行不可であったが、2023年5月に一部を改良して2023年4月の改正道路交通法施行に対応し、公道走行が可能となった。改良前モデルは公道走行不可である。

### C+walk S
2023年3月に発表された着座車種。インホイールモーターによる後輪駆動で走行し、最高速度は6km/h、連続走行距離は約12kmで、発売時から公道走行に対応する。
2023年4月に改正道路交通法が施行されて「歩行者」同等となり、操縦に運転免許は不要でヘルメットの装着は義務付けられないが、走行可能な公道は歩道に限定される。動力源の電力を供給する着脱式充電池は、専用充電器を用いて家庭用電源100ボルト (V) で約2.5時間で充電が完了する。